# Aiko Miyawaki
Pour les articles homonymes, voir Miyawaki.
Aiko Miyawaki (宮脇 愛子, Miyawaki Aiko), née en 1929 et morte le 20 août 2014, est une artiste peintre japonaise.

## Biographie
Aiko Miyawaki est sculpteur, tendance abstraite. Dans les années 1980 et 1990, elle expose en installant ses œuvres en plein air, d'abord à Ichinomiya, puis en France, aux États-Unis, et en 1991-1992 à la fondation Joan-Miró de Barcelone.
Elle est d'abord peintre avant de s'adonner à la sculpture. Elle tente alors d'investir les trois dimensions de l'espace sur les supports bidimentionnels de la peinture. Elle renonce à la peinture en 1968, pour poursuivre différemment son projet d'investissement de l'espace. Dans la série des Utsurohi, avec de fines tiges métalliques elle crée ce qu'elle appelle des « dessins en l'air », qui envahissent de leurs courbes aériennes les lieux de leur installation, et dont les éléments, soleil, pluie, vent, modifient subtilement positions et formes.